# 斯文托斯拉夫·迪亞科夫
斯文托斯拉夫·迪亞科夫（1984年5月31日—）是一位保加利亞足球運動員，在場上的位置是中場。